# (5950) Leukippos
(5950) Leukippos (1986 PS4) – planetoida z pasa głównego asteroid okrążająca Słońce w ciągu 5,15 lat w średniej odległości 2,98 j.a. Odkryta 9 sierpnia 1986 roku.